# Équipe cycliste São José dos Campos-Kuota
L'équipe cycliste São José dos Campos-Kuota est une équipe cycliste brésilienne participant aux circuits continentaux de cyclisme et en particulier l'UCI America Tour.

## Histoire de l'équipe
L'équipe est créée comme équipe continentale en 2007 avec une licence brésilienne.
Elle perd son statut d'équipe continentale en 2009. En 2010, elle acquiert celui d'équipe continentale professionnelle. À la suite du retrait de deux sponsors, elle fait face à des difficultés financières. Certains coureurs se plaignent de salaires impayés. L'Union cycliste internationale suspend l'équipe le 20 août,. La municipalité de São José dos Campos, dont l'équipe dépend, la dissout en septembre. Elle réapparaît à la fin du mois sous le nom de São José dos Campos, avec une nouvelle direction. En 2012 elle porte le nom de São José dos Campos-Kuota.

## Principales victoires

### Classiques
- Copa América de Ciclismo : 2005, 2006, 2007 et 2008 (Nilceu dos Santos)

### Courses par étapes
- Tour de Rio de Janeiro : 2007 (Matías Médici)
- Tour de l'intérieur de São Paulo : 2008 (Maurício Morandi)

### Championnats nationaux
- Championnats d'Argentine : 2
  - Contre-la-montre : 2008 et 2010 (Matías Médici)
- Championnats du Brésil : 2
  - Contre-la-montre : 2010 (Luis Tavares)
  - Course en ligne espoirs : 2010 (Tiego Gasparotto)

## Classements UCI
L'équipe participe aux épreuves des circuits continentaux et principalement les courses du calendrier de l'UCI America Tour. Le tableau ci-dessous présente les classements de l'équipe sur les circuits, ainsi que son meilleur coureur au classement individuel. 
UCI America Tour
| Saison | Classement par équipes | Meilleur coureur au classement individuel |
| ------ | ---------------------- | ----------------------------------------- |
| 2007   | 2e                     | Nilceu dos Santos (5e)                    |
| 2008   | 10e                    | Edgardo Simón (43e)                       |
| 2010   | 9e                     | Jorge Giacinti (40e)                      |

## Saison 2010

### Effectif
| Coureur            | Date de naissance | Nationalité | Équipe 2009                      |
| ------------------ | ----------------- | ----------- | -------------------------------- |
| Armando Camargo    | 08.08.1982        | Brésil      | Scott/Marcondes Cesar/SJC        |
| Francisco Chamorro | 07.08.1981        | Argentine   | Néo-pro                          |
| Robson Dias        | 14.09.1983        | Brésil      | Gamaia/São Jose dos Campos       |
| Tiego Gasparotto   | 23.04.1988        | Brésil      | Néo-pro                          |
| Jorge Giacinti     | 21.06.1974        | Argentine   | Scott/Marcondes Cesar/SJC        |
| Soelito Gohr       | 14.09.1973        | Brésil      | Gamaia/São Jose dos Campos       |
| Tiego Justo        | 14.09.1973        | Brésil      | Néo-pro                          |
| Matías Médici      | 29.06.1975        | Argentine   | Scott/Marcondes Cesar/SJC        |
| Fabrício Morandi   | 20.04.1981        | Brésil      | Scott/Marcondes Cesar/SJC        |
| Maurício Morandi   | 28.04.1981        | Brésil      | Scott/Marcondes Cesar/SJC        |
| Magno Nazaret      | 17.01.1986        | Brésil      | Fapi/Sundown/JKS/Pindamonhangaba |
| Luciano Pagliarini | 18.04.1978        | Brésil      | Scott-American Beef (2008)       |
| Daniel Rogelin     | 13.10.1972        | Brésil      | Scott/Marcondes Cesar/SJC        |
| Renato Ruiz        | 09.07.1981        | Brésil      | Néo-pro                          |
| Nilceu dos Santos  | 14.07.1977        | Brésil      | Scott-Marcondes Cesar (2008)     |
| Andrei Sartassov   | 10.11.1975        | Russie      | Néo-pro                          |
| Luis Tavares       | 27.09.1977        | Brésil      | Scott/Marcondes Cesar/SJC        |

### Victoires
| Date       | Course                                                 | Pays      | Classe | Vainqueur          |
| ---------- | ------------------------------------------------------ | --------- | ------ | ------------------ |
| 16/02/2010 | 1re étape de la Rutas de América                       | Uruguay   | 2.2    | Luciano Pagliarini |
| 20/02/2010 | 5ea étape de la Rutas de América                       | Uruguay   | 2.2    | Luciano Pagliarini |
| 20/02/2010 | 5eb étape de la Rutas de América                       | Uruguay   | 2.2    | Magno Nazaret      |
| 21/02/2010 | 6e étape de la Rutas de América                        | Uruguay   | 2.2    | Luciano Pagliarini |
| 15/03/2010 | Prologue du Tour de l'intérieur de São Paulo           | Brésil    | 2.2    | Jorge Giacinti     |
| 19/03/2010 | 4e étape du Tour de l'intérieur de São Paulo           | Brésil    | 2.2    | Nilceu dos Santos  |
| 03/04/2010 | Championnat d'Argentine contre-la-montre               | Argentine | CN     | Matías Médici      |
| 05/06/2010 | 4e étape du Tour du Paraná                             | Brésil    | 2.2    | Jorge Giacinti     |
| 06/06/2010 | 5e étape du Tour du Paraná                             | Brésil    | 2.2    | Matías Médici      |
| 25/06/2010 | Championnat du Brésil contre-la-montre                 | Brésil    | CN     | Luis Tavares       |
| 27/06/2010 | Championnat du Brésil sur route espoirs                | Brésil    | CN     | Tiego Gasparotto   |
| 09/07/2010 | Prova Ciclística 9 de Julho                            | Brésil    | 1.2    | Francisco Chamorro |
| 20/10/2010 | 5e étape du Tour du Brésil-Tour de l'État de Sao Paulo | Brésil    | 2.2    | Francisco Chamorro |